# 苏里南国徽
蘇里南國徽中央圖案為橢圓形盾徽，左方繪有帆船，右方繪有棕櫚樹，中間為一顆五角星。盾徽由兩名持弓箭的印第安人守護。綬帶書有國家格言「信仰、正義、忠誠」。